# Do-jime
Do-jime (胴絞 Dō-jime?) es una de las 12 técnicas de estrangulación de judo del grupo shime-waza. A pesar de ser un movimiento relativamente simple, es una de las cuatro técnicas prohibidas, las sinshi-waza, ya que su uso no está permitido en competiciones de judo. Es conocido como bodyscissors o body triangle en otras disciplinas de lucha.

## Ejecución
En esta técnica, el atacante (tori), situado de frente al defensor (uke), hallándose ambos en el suelo y normalmente con el uke encima de él, enlaza sus piernas alrededor del torso del uke y bloquea ambos tobillos para establecer una presa alrededor de él, la guardia. Desde esa posición, el tori hace fuerza con las piernas a modo de tijeras para constreñir la caja torácica del uke.

## Riesgos
Las razones para su prohibición han sido muy debatidas a lo largo del tiempo, pero pueden resumirse en que se trata de un movimiento más basado en fuerza que en habilidad, y por tanto inadecuado para el espíritu competitivo del judo. Así mismo, existen riesgos inherentes: un tori lo suficientemente fuerte podría romper las costillas del uke, y un uke desesperado podría recurrir a ejecutar daki age, a la sazón otra técnica prohibida por su similar peligrosidad.